# Office de Recherches et d'Essais
Het ORE (Office de Recherches et d'Essais, Nederlands: Bureau voor Onderzoek en Proefnemingen) was een orgaan van de Union Internationale des Chemins de fer (UIC), dat op 13 maart 1950 zijn activiteiten startte. Het had als doel technisch onderzoek op het gebied van spoorwegen internationaal te coördineren en zo doublures te vermijden.

## Algemeen
Aanvankelijk namen zeventien spoorwegondernemingen deel: zestien nationale ondernemingen en de CIWL. De eerste voorzitter van het ORE was ir. F.Q. den Hollander, toenmalig president-directeur van de Nederlandse Spoorwegen. Daarom werd het ORE gevestigd te Utrecht.
Tussen 1953 en 1969 gaf het ORE een eigen tijdschrift uit dat verscheen in het Duits, Engels en Frans. In januari 1992 werd het ORE opgeheven en vervangen door het ERRI (European Rail Research Institute, Nederlands: Europees Instituut voor Spoorwegonderzoek).

## Doelstellingen
Het ORE voerde onderzoek uit op de deelgebieden:
- rollend materieel
- bovenbouw
- seinwezen
- elektrificatie
- laad- en lostechniek
- materiaalonderzoek

## ORE-wagens
De grootste bekendheid kreeg het ORE door zijn volledig gestandaardiseerde ontwerpen voor goederenwagens, die vervolgens voor diverse spoorwegondernemingen zijn gebouwd. Mede door een pragmatische benaderingswijze, die varianten toeliet wanneer geen volledige overeenstemming kon worden bereikt, waren binnen vijf jaar door de ontwerpbureaus van de DB en SNCF bouwtekeningen voltooid voor de:
- open wagen type 1, zogenoemde korte of Franse variant (bij de NS GTOW 67001 en GTO 69000);
- open wagen type 2, zogenoemde lange of Duitse variant (door de NS niet besteld);
- gesloten wagen (bij de NS S-CHO 5701);
- tweeassige rongenwagen (bij de NS S-LWO 84101, Kbs 333 0 600, Kbss 335 9 100 en Kls 336 0 000);
- koelwagen type 2, met sterke isolering (bij de NS S-CHVO 26601, Ies 20500 (later 26701), Ibces 26900 en Ibces 801 9 500);
- vierassige rongenwagen (bij de NS S-HTS 89301).

Ter onderscheiding van wagens die niet helemaal waren gestandaardiseerd, de zogenoemde geünificeerde wagens, kregen volledig gestandaardiseerde wagens behalve het opschrift "UIC" ook nog het opschrift "St". Door deze standaardisatie werd het functioneren van de EUROP-pool vergemakkelijkt.